# Мумія Абу-Джамал
Мумія Абу-Джамал (англ. Mumia Abu-Jamal, народжений Веслі Кук, англ. Wesley Cook, нар. 24 квітня 1954, Філадельфія, США) — афроамериканець, колишній активіст Чорних пантер, засуджений до смертної кари за вбивство в 1981 році офіцера поліції. Справа Абу-Джамала привернула велику увагу, а вирок викликав численні протести. Прихильники Абу-Джамала продовжують вважати його невинним, заперечуючи справедливість і неупередженість суду. В 2011 році Абу-Джамал домігся скасування смертного вироку і, за рішенням прокуратури, залишок життя проведе в тюрмі без права на дострокове звільнення.